# Harry van der Woud
Harmen (Harry) van der Woud (Leeuwarden, 25 mei 1963) is een Nederlands kunstenaar.

## Biografie
Van der Woud bracht zijn jeugd door in Leeuwarden. Na dienstweigering moest hij zich verantwoorden in Groningen, waar hij niet lang daarna, van 1983 tot 1988, ging studeren aan Academie Minerva. Met jaargenoten Frank Lenferink en Ruud Venekamp werd kunstblad Neonthal opgericht. Destijds was er weinig aandacht voor de beroepspraktijk na de academie. Het medium werd ook gebruikt om kunstenaars te interviewen die al volop in die beroepspraktijk stonden. Originele kunstwerken in oplage op A4-formaat van geïnterviewden of medeafgestudeerden waren onderdeel van het blad, dat onregelmatig verscheen van 1989 t/m 1990. Afkomstig uit Friesland uit een weinig reislustig milieu volgde horizonverbreding, mogelijk gemaakt door een startstipendium van het Fonds voor Beeldende Kunsten, Vormgeving en Bouwkunst met museum- en galeriebezoek aan New York, Parijs en Londen. Veel indruk maakte een uitwisseling met Indonesië in 1994, wat leidde tot contact met kunstenaars Agung Kurniawan, en via hem met de latere galerie Artipoli (2006-2014) in Nederland, Hanura Hosea en Agus Suwage, met wie een trip over Java volgde en introductie bij kunsthistoricus Jim Supangkat. In 2000 werd Van der Wouds werk geselecteerd voor de Europaprijs voor Schilderkunst. Kort daarvoor vertrok hij naar Amsterdam, tot ten minste 2021 zijn woon- en werkplaats.

## Schilderstijl
Het werk van Van der Woud is realistisch, tegelijkertijd is het geen sec weergave van de werkelijkheid en kenmerkt het zich door een zekere ongrijpbaarheid. Zo werd het onder de noemer conceptueel realisme gebracht in een aantal tentoonstellingen, waaronder in Kunsthal 52 te Den Helder met onder meer René Daniëls, Michael Raedecker en Rob Scholte. Als magisch realisme werd het geëxposeerd in het Poesjkinmuseum in Moskou in gezelschap van zulke uiteenlopende kunstenaars als Carel Willink, Pyke Koch en Philip Akkerman. 
In een interview gaf Van der Woud aan verwantschap te voelen met de Leipzicher Schule. In 2011 exposeerde hij met een vertegenwoordiger daarvan, Volker Stelzmann, in het LAC in Frankrijk samen met onder anderen Barend Blankert, Jan Cox, Jean Rustin en Co Westerik. In het najaar van 2020 tijdens een verblijf op Vlieland, in digitale quarantaine vanwege de coronapandemie, ontstond een eigen definitie voor zijn schilderstijl. Irrealisme, "realisme wat niet vol te houden is; achter het kunstwerk kruipen voordat de betekenis is afgesleten en reeds beladen door vele handen is gegaan. Sleutelend en morrelend onder de motorkap van de werkelijkheid alvorens die tot betekenis komt. Het raadsel vergroten, hoe onbegrijpelijker hoe beter, opdat men vergeefs probeert er grip op te krijgen – in een tijd die door indeling en geprefabriceerde waarheden gedefinieerd wordt – en gedwongen is de betekenis zelf te formuleren."

## Over het werk
Citaat Edward Lucie-Smith uit catalogus van Mineta au L.A.C.: 'De jongste kunstenaar in de expositie (...) heeft een aantal bondige dingen te zeggen op zijn website over zijn opvatting aangaande kunst: "Ik maak mij vertrouwd met wat er in en om mij heen gebeurt en zo verlos ik me van de geconstrueerde werkelijkheid. Maatschappelijke relevantie is niet aan de orde wat mij betreft, het feit dat ik leef is relevant." Wat een goede samenvatting lijkt van wat wordt uitgedrukt in de schilderijen van de kunstenaars in deze tentoonstelling.' Zijn beeldendekunstpraktijk bestaat naast schilderen uit het vervaardigen van objecten en GIF-animaties. Zijn werk is in de loop der tijd vertegenwoordigd door verschillende galerieën en te zien geweest op kunstbeurzen als Art Amsterdam en KunstRAI.

## Publicaties (selectie)
- Diverse catalogi, waaronder Benkel Kerja Seni Rupa Indonesia/Belanda[8]
- Weather Report[9] (1995)
- Europaprijs voor Schilderkunst (2000)
- Quod licet iovi, non licet bovi,[10] mede mogelijk gemaakt door Fonds BKVB, het latere Mondriaan Fonds (2007)
- Mineta au Lac, tekst Edward Lucie Smith (2011)
- The Magic of Dutch Realism (2013)
- Nordart[11] (2019).

## Collecties (selectie)
- Museum No Hero[12]
- ING collectie[13]
- Fundacion vanES

## Tentoonstellingen (selectie)
- 1994 - Proyek Seni Rupa, Universiteit Gadjah Mada/Danau Lembah UGM, Yogyakarta/Erasmus Huis (Jakarta), Jakarta, Indonesië.
- 2003 - Weather Report (tevens curator), Johannesburg Art Gallery, KZNSA,[14] Zuid-Afrika.[15]
- 2011 - L.A.C. Lieu d'Art Contemporain, Mineta au L.A.C., Frankrijk.
- 2013 - the Magic of Dutch Realism, Pushkin State Museum of Fine Arts, Rusland.
- 2014 - 'Revelation', Barbican Londen, Engeland.
- 2019 - Nordart 2019, Duitsland.
- 2021 - Art is a Guaranty, online lockdown-initiatief De Kunst Gast[16]